# Cajazeiras (Salvador)
Cajazeiras é uma área no Miolo de Salvador, município capital do estado brasileiro da Bahia. Foi estabelecida por planejamento governamental com construções de conjuntos habitacionais em etapas que geraram setores (divisões), mas seu crescimento passou a ser desordenado. Constituiu-se no Plano Diretor de Desenvolvimento Urbano (PDDU) de 2007 como uma das regiões administrativas (RA) de Salvador — a Região Cajazeiras (RA XIV) — e no PDDU de 2016 como a Prefeitura-Bairro III Cajazeiras reunindo 17 bairros — Águas Claras, Boca da Mata, Cajazeiras II, Cajazeiras IV, Cajazeiras V, Cajazeiras VI, Cajazeiras VII, Cajazeiras VIII, Cajazeiras X, Cajazeiras XI, Castelo Branco, D. Avelar, Fazenda Grande I, Fazenda Grande II, Fazenda Grande III, Fazenda Grande IV e Jaguaripe I.
Abriga intenso comércio e o Hospital Municipal de Salvador (localizado na Via Coletora B, no bairro da Boca da Mata).

## Demografia
Um pesquisa divulgada em 2006 mostrou que algumas localidades de Cajazeiras tinha o Índice de Desenvolvimento Humano (IDH-M) igual ao do Brasil em 2000, 0,723. Em 2012 e 2017 o bairro de Cajazeiras ficou em primeiro lugar na lista de bairros com mais mortes violentas, que é produzida pelo Jornal Correio desde 2011. Da 13ª Delegacia (Cajazeiras), o delegado Roberto Alves preferiu não "dar nomes" ao motivo da alto número de homicídios na região, citando apenas: “Não tem como negar a instalação do BDM [Facção Bonde do Maluco] na região, mas ultimamente não se tem visto ações do grupo com tanta frequência como antes. Isso é fruto da ação da polícia”. Em 2017 estava entre os bairros mais dominados pela facção BDM.
Segundo informações de 2012 (antes da lei de 2017) do Instituto Brasileiro de Geografia e Estatística (IBGE), a área de Cajazeiras seguia o bairro de Pernambués em números absolutos de população de etnia negra em Salvador.